# Атанас Некович
Атанас Некович е български общественик.
Роден е през XVIII век в Тетевен, а след опожаряването на града от кърджалиите през 1801 година се установява във Враца или във Влашко. През 1804 година, заедно с врачанския гражданин Иван Замбин, и изпратен в Санкт Петербург с петиция от местните жители до руското правителство, което отказва да я приеме. Некович се връща в Букурещ, където получава пълномощия от местната българска община и от епископ Софроний Врачански и през 1808 година Замбин успява да представи петицията пред руското външно министерство.
Атанас Некович умира след 1842 година.